# Perla

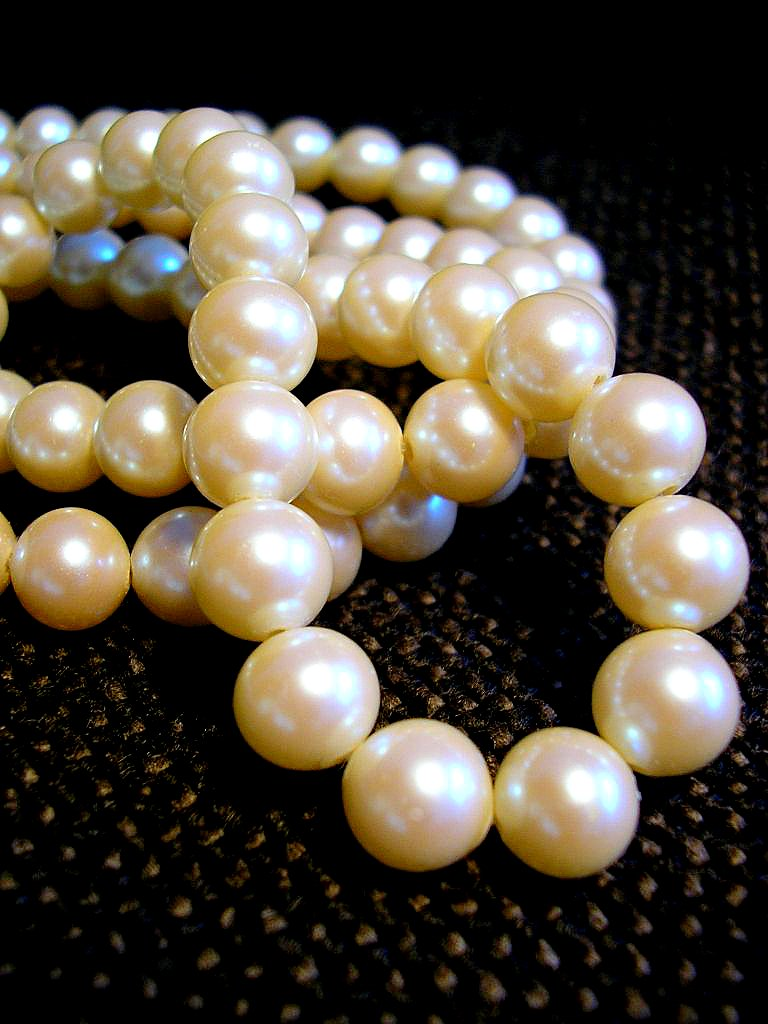
Collana di perle bianche.

Una pérla è una struttura generalmente sferica costituita da carbonato di calcio in forma cristallina (aragonite) deposto in strati concentrici, prodotta dai tessuti viventi – in particolare dal mantello – dei molluschi (tipicamente le ostriche) bivalvi, gasteropodi e, molto raramente, nautiloidi. Anche le conularie producevano perle, composte, tuttavia, da fosfato di calcio. Il termine "perla" deriva dal latino "pernula", il nome con cui si indicava la conchiglia che la contiene, e la cui forma ricorda la "coscia del maiale".

## Formazione e caratteristiche

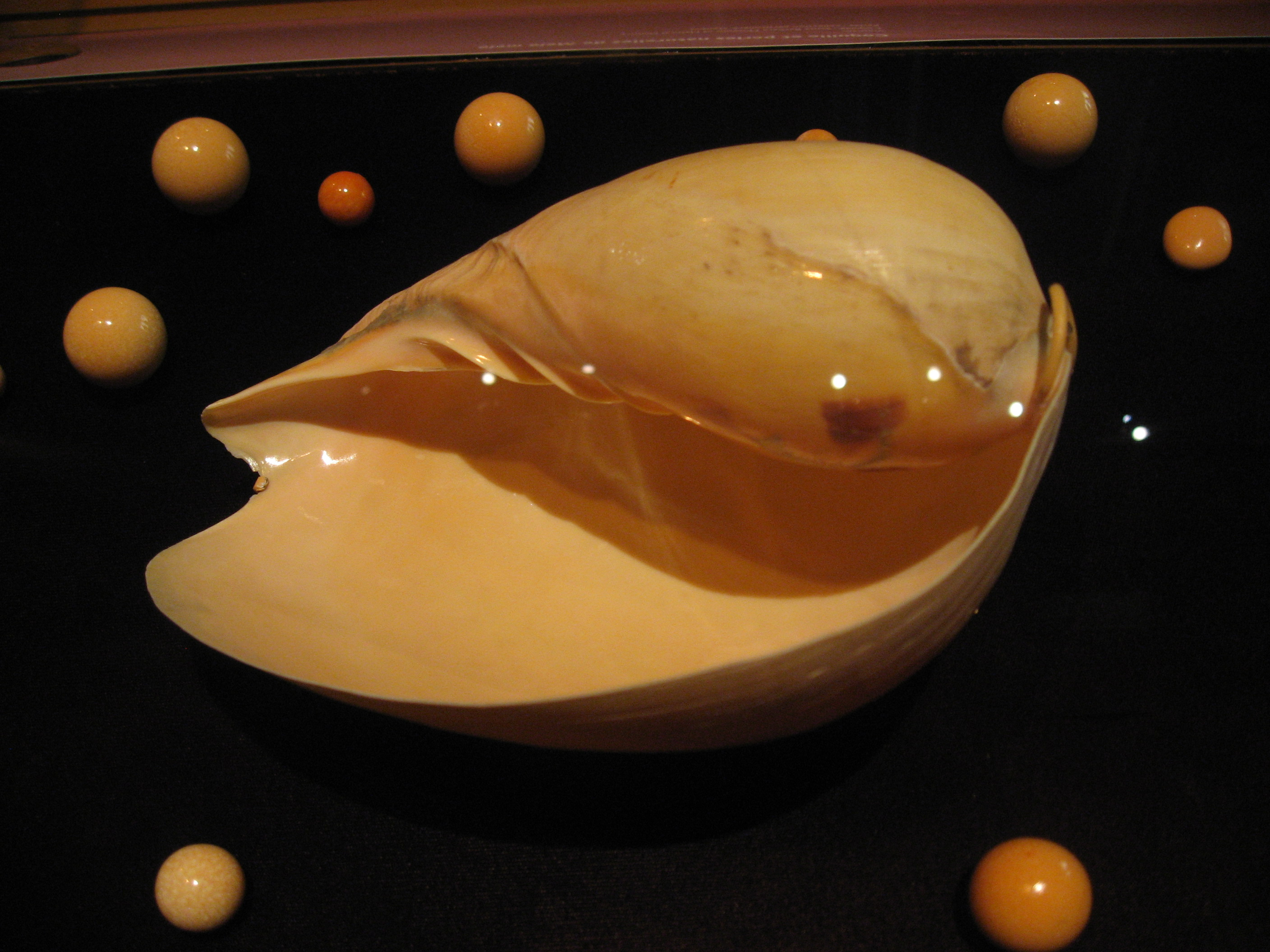
Conchiglia di voluta melo, circondata da perle Melo Melo

Una perla si forma quando un corpo estraneo, come parassiti o pezzi di conchiglie, si ferma nella cavità palleale. Esso viene ricoperto da strati successivi di madreperla allo scopo di difendere i tessuti dell'animale dall'irritazione. Si depositano vari strati di calcio che, in combinazione con altri minerali, creano questi particolari oggetti preziosi. Per creare perle con forme speciali, quando si estrae la perla dall'ostrica, si immette un frammento di plastica con la forma scelta, che l'ostrica coprirà con la madreperla. Il risultato è che, dopo anni di attesa, la perla che nasce ha la forma ingrandita del frammento iniziale.
Il colore più comune nelle perle è il bianco, ma si possono trovare anche perle rosa, color crema, viola scuro, grigie e nere. Grazie alla tecnologia e ad anni di studio, possiamo anche avere perle con colori bizzarri come il verde, l'azzurro, l'arancione, che vengono usate soprattutto nella bigiotteria. Quando si parla di perle nere, oltre alla Akoya e a quelle di fiume, si pensa subito alla costosissima perla di Tahiti, molto pregiate e particolarmente belle. Il valore delle perle però, non si distingue solo dal colore, ma anche dalla forma e dal lustro, cioè la luce che riesce a riflettere. Una curiosità particolare è che, a differenza delle altre, le ostriche che creano le perle nere sono molto più delicate e in ogni coltivazione ne muoiono tantissime. Questo è un altro fattore che le rende così costose e rare.
Ci sono due categorie di perle: le perle di acqua dolce e le perle di acqua salata. Come dice la parola stessa, le perle d'acqua dolce vengono coltivate nei laghi e nei fiumi, mentre le altre provengono dall'oceano e molto spesso dalle lagune. Le tre categorie di perle d'acqua salata sono le Akoya, le perle di Tahiti e le costosissime e rare perle South Sea.

## Caratteristiche chimico-fisiche

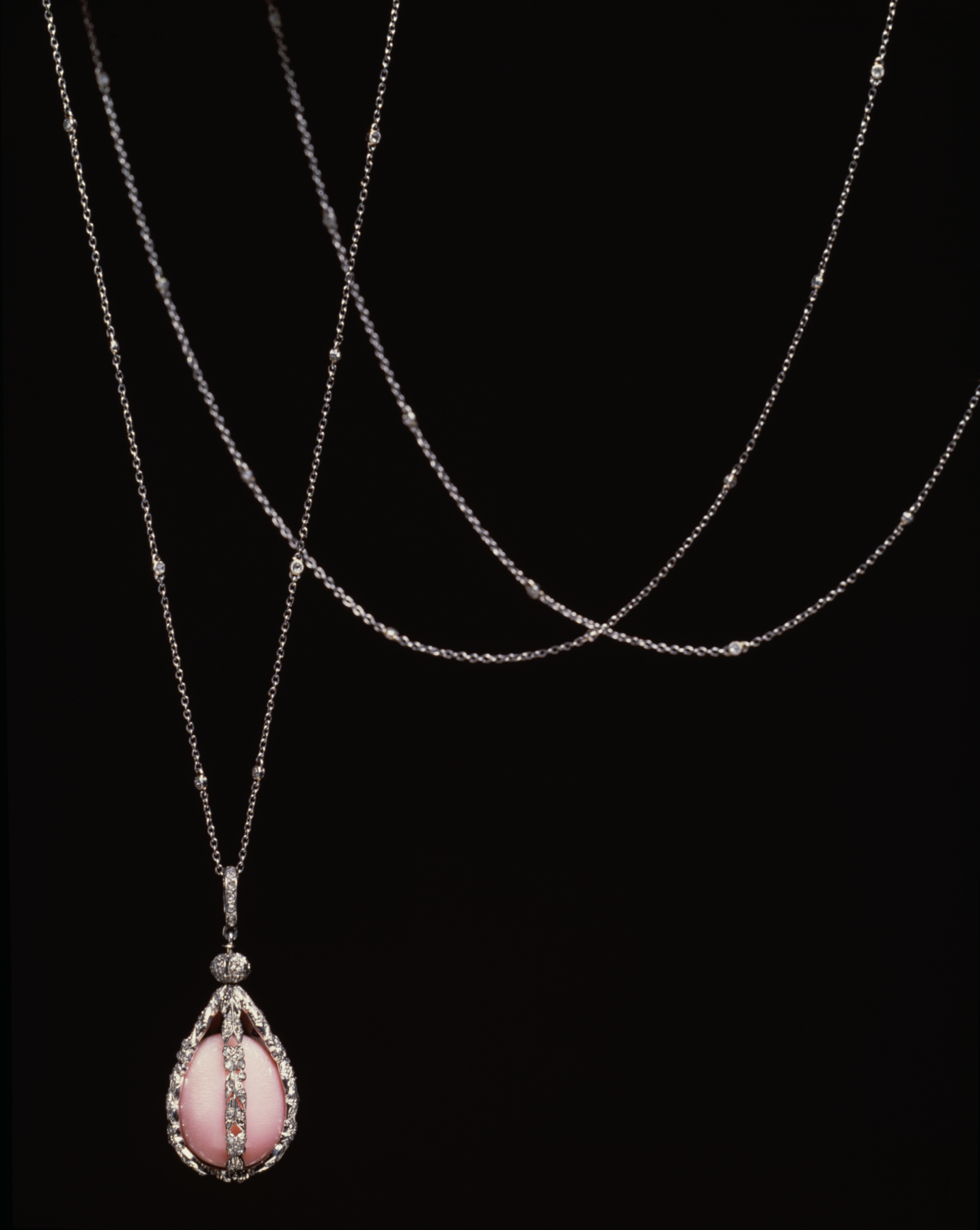
Pendente di perla conch

- Formula chimica: CaCO3+conchiolina+H2O[1]

84÷92% CaCO3, 4÷13% sostanze organiche, 3÷4% acqua
- Sistema cristallino: ortorombico[1]
- Durezza secondo la scala di Mohs: 2,5-3,5[1], 3-4[2]
- Densità: 2,6-2,8 g/cm³[1], 2,6-2,78[2]
- Sfaldatura: assente[1][2]
- Frattura: irregolare[1], assente[2]
- Colore della polvere/Striscio: bianco[1][2]
- Lucentezza: madreperlacea[1]
- Fluorescenza: bianca[1], debole o assente, rossastra nelle perle nere[2]
- Trasparenza: da tralucida a opaca[2]
- Pleocroismo: assente[2]
- Dispersione: assente[2]

## Tipi di perle

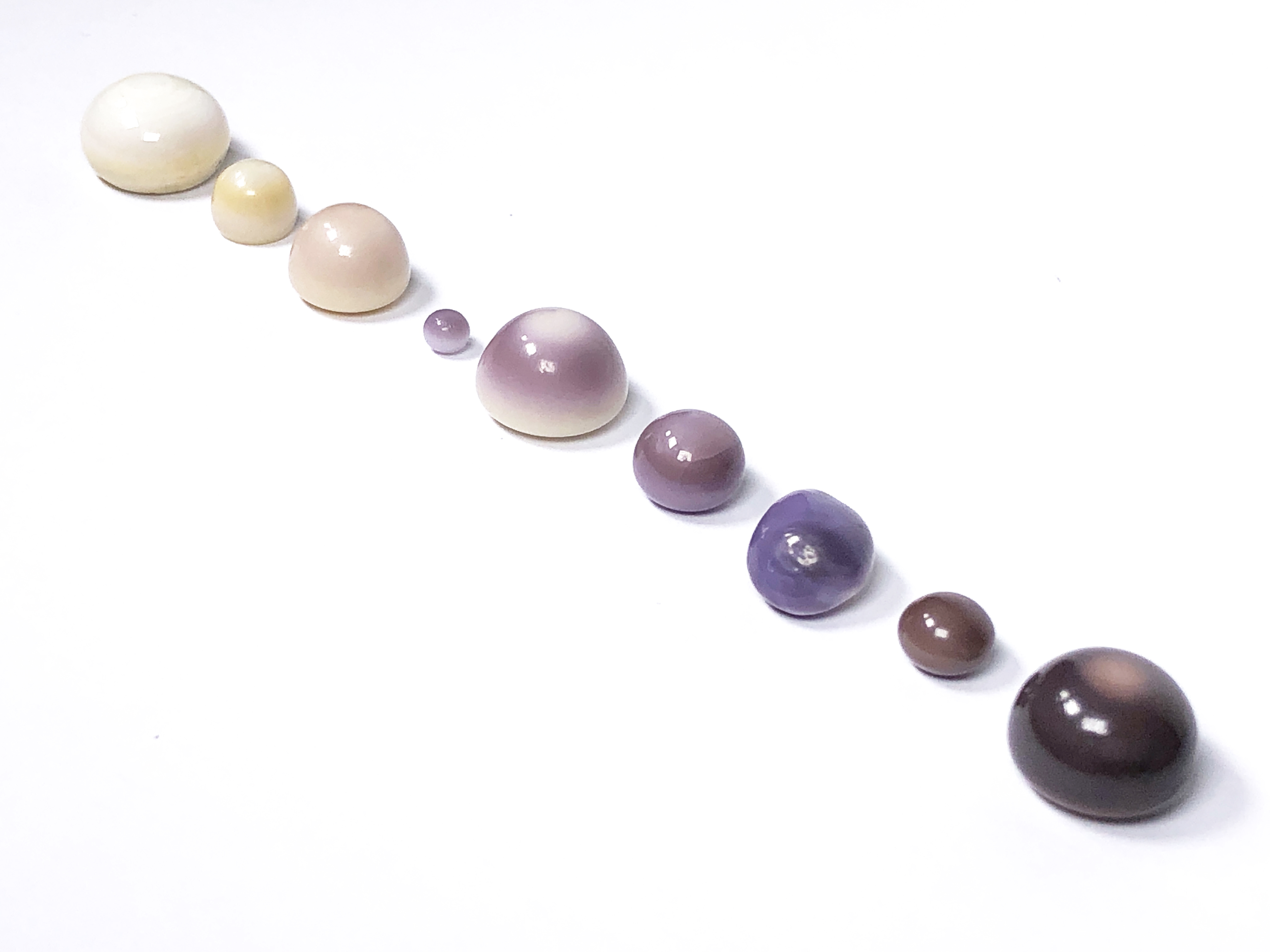
Varie perle quahog.

Le perle generalmente non vengono intagliate, ma recentemente in commercio si trovano perle polinesiane incise dai nativi .
La forma tuttavia può essere variabile:
- sferica
- ovale
- a goccia
- irregolari (in questo caso si parla di scaramazze o perle barocche)
- a grano di riso

## Materiali simili
Anticamente vetro e plastica.

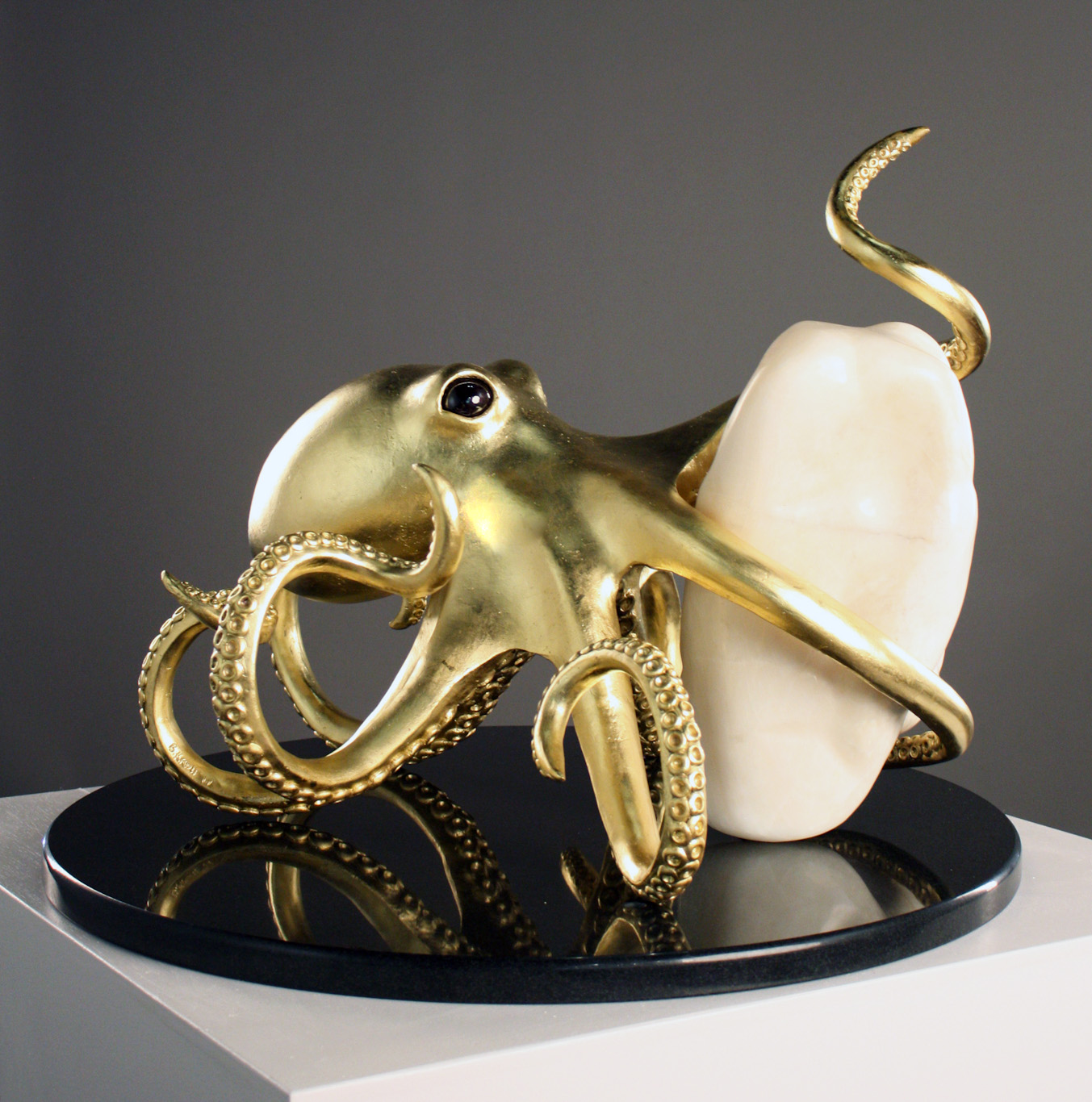
Giga Pearl

Le imitazioni di solito vengono fatte di madreperla, ma anche in plastica e in rari casi vetro ricoperta di "essenza d'oriente" una sostanza che viene ottenuta da scaglie di pesci d'acqua dolce.

## Imitazioni

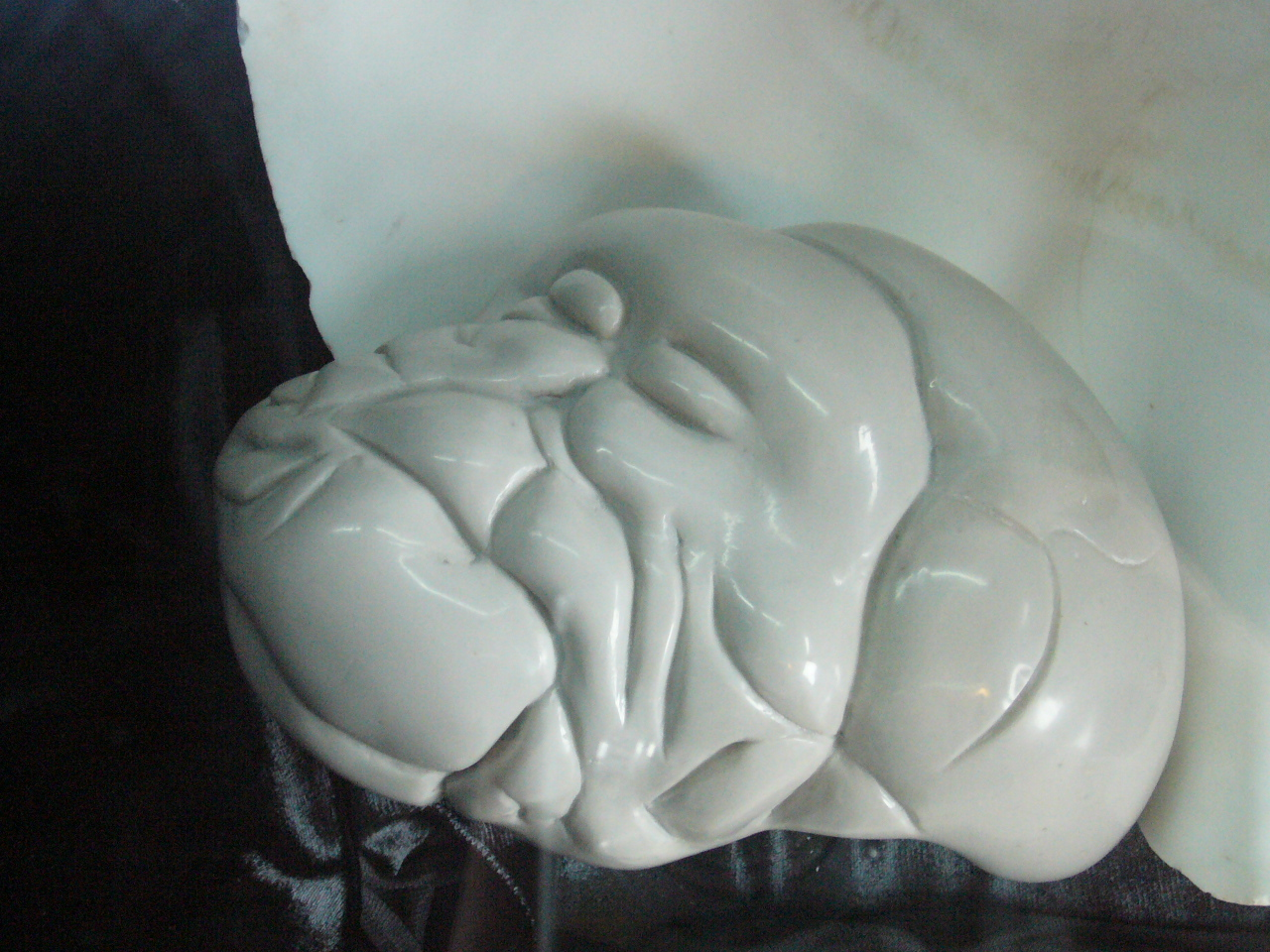
Replica della perla di Lao Tzu

Sono molte, tutte a base di sferette di vetro.
Anticamente si usava la guanina, nelle "Perle delle Antille" si usavano i gusci dei gasteropodi o dai denti di dugongo.

## Le quattro S delle perle

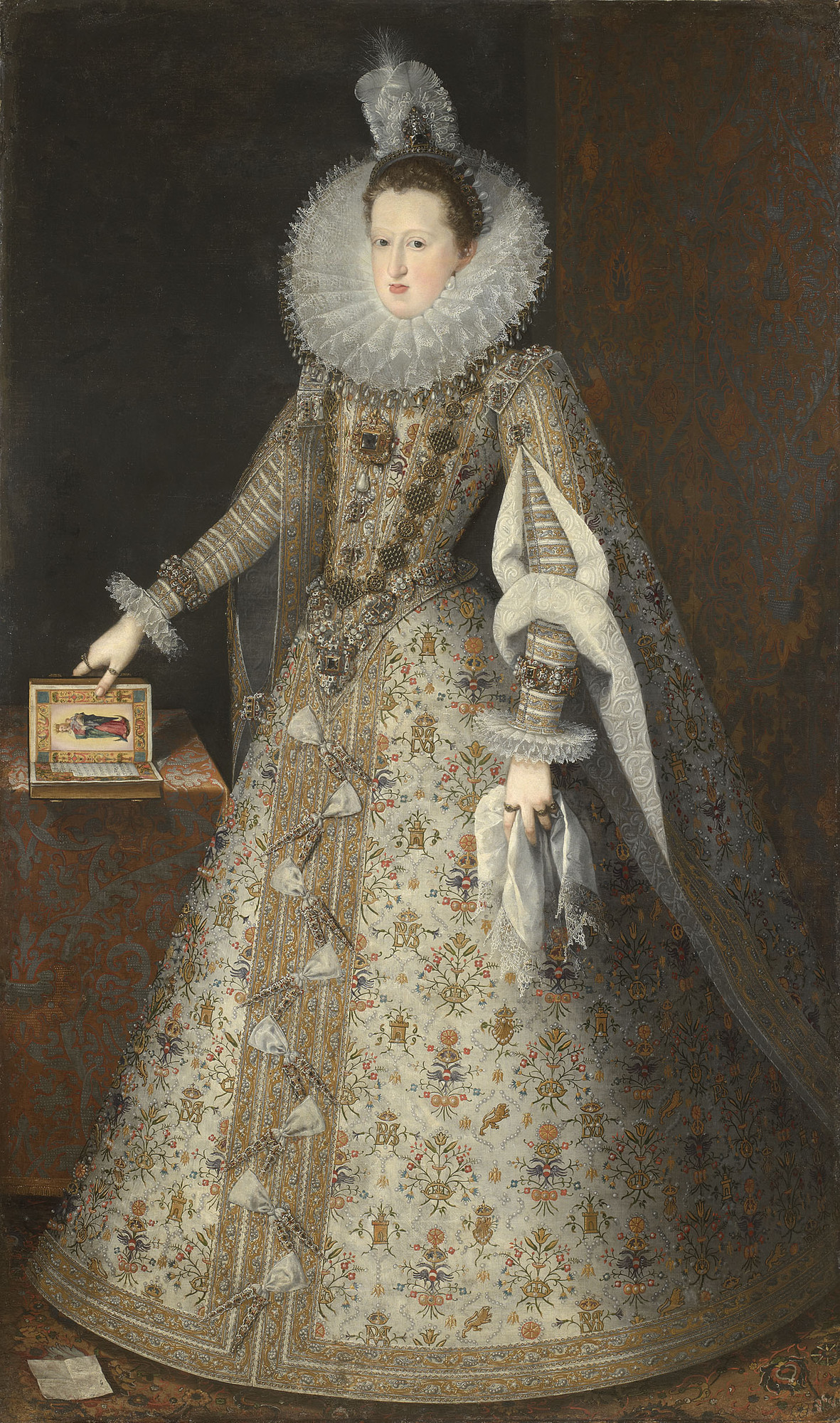
Juan Pantoja de la Cruz, Margherita d'Austria-Stiria con indosso La Peregrina (c. 1606)

- Size, cioè taglia, più una perla è grande, più è preziosa[2]
- Shape, cioè forma, più sono sferiche, più sono belle[2]
- Shade, cioè colore, normalmente deve essere tra il rosato, il bianco e l'argenteo[2]
- Skin, cioè pelle, la superficie dev'essere liscia come la seta senza irregolarità[2]